# Harry van Kapel
Harry van Kapel (Schiedam, 9 april 1960) is een voormalig Nederlands profvoetballer die uitkwam voor SVV. 

## Loopbaan
Hij groeide op in volkswijk De Gorzen in Schiedam waar ook voetbalclub SVV gehuisvest was. Hij leerde het voetbal vooral op straat en werd op zijn twaalfde lid van SVV.
In het seizoen 1978/79 maakte hij zijn debuut in het eerste elftal. In zijn tweede optreden op 4 juni 1979 scoorde hij als invaller tweemaal tegen FC Wageningen.
In de beginjaren voetbalde hij onder de naam Harry Meijboom. Hij veranderde in 1982 om privéredenen zijn naam in Harry van Kapel.
Hij was van oorsprong een aanvaller maar werd door trainer Dick Buitelaar in 1985 als verdediger opgesteld. Later verhuisde hij naar het middenveld.
Hij stopte op 27-jarige leeftijd als profvoetballer en ging spelen bij de Schiedamse amateurclub SFC. Na de samenvoeging met Martinit kwam hij nog twee seizoenen uit voor fusieclub SMC. Hij nam als aanvoerder in 1995 afscheid met het kampioenschap in de derde klasse.
Na zijn spelersloopbaan werd hij trainer in het amateurvoetbal. 

## Wedstrijdstatistieken
| Seizoen | Club   | Competitie     | wed. | goals |
| ------- | ------ | -------------- | ---- | ----- |
| 1978/79 | SVV    | Eerste divisie | 2    | 2     |
| 1979/80 | SVV    | Eerste divisie | 24   | 0     |
| 1980/81 | SVV    | Eerste divisie | 35   | 6     |
| 1981/82 | SVV    | Eerste divisie | 30   | 3     |
| 1982/83 | SVV    | Eerste divisie | 27   | 6     |
| 1983/84 | SVV    | Eerste divisie | 27   | 5     |
| 1984/85 | SVV    | Eerste divisie | 30   | 3     |
| 1985/86 | SVV    | Eerste divisie | 32   | 2     |
| 1986/87 | SVV    | Eerste divisie | 36   | 2     |
| Totaal  | Totaal | Totaal         | 243  | 29    |